# ولیکی کرچیمیر
ولیکی کرچیمیر (به لاتین: Veliki Krčimir}} یک عوارض جغرافیایی در صربستان است که در Gadžin Han واقع شده‌است.